# Колумбиан (футбольный клуб)
«Клуб Колумбиан» (исп. Club Columbian) — бывший аргентинский футбольный клуб из города Буэнос-Айрес. Ранее назывался «Клуб Испано-Архентино» (исп. Club Hispano Argentino).

## История
«Клуб Колумбиан» был учреждён 6 января 1911 года как «Спортивный клуб Понтеведра» (исп. Pontevedra Sporting Club). Его основателями были выходцы из испанского региона Галисия. Они являлись бизнесменами, владели складом. Штаб-квартира команды располагалась по адресу улица Лима, дом 631. В 1913 году клуб обрёл официальный статус: команда под новым названием «Клуб Испано-Архентино» был зарегистрирован в Федерации футбола Аргентины. Первоначально клуб играл в красно-зелёной форме, но с 1916 форма стала бело-синей. В 1914 году часть членов клуба «Архентино де Кильмес» покинули ассоциацию. Они вывели свои финансы из клуба и вложили их в «Испано-Архентино», туда же перешли и ушедшие из «Кильмес» футболисты. В 1915 году новая объединённая команда начала свои выступления, а через год была переименована в «Клуб Колумбиан». Так команда играла три сезона, пока в начале 1919 года не объединился с клубом «Спортиво Альмагро».

## Статистика
Выступления в чемпионате Аргентины
| Сезон | Дивизион | Место | Игры | Победы | Ничьи | Поражения | Голы забитые | Голы пропущ. | Очки |
| ----- | -------- | ----- | ---- | ------ | ----- | --------- | ------------ | ------------ | ---- |
| 1911  | Терсера  |       |      |        |       |           |              |              |      |
| 1912  | Сегунда  | 2     | 16   |        |       |           |              |              |      |
| 1913  | Примера  | 6     | 18   | 8      | 1     | 9         | 21           | 40           | 17   |
| 1914  | Примера  | 6     | 14   | 4      | 3     | 7         | 25           | 29           | 11   |
| 1915  | Примера  | 17    | 24   | 8      | 4     | 12        | 39           | 50           | 20   |
| 1916  | Примера  | 16    | 21   | 6      | 7     | 8         | 24           | 26           | 19   |
| 1917  | Примера  | 14    | 20   | 8      | 2     | 10        | 18           | 35           | 18   |
| 1918  | Примера  | 18    | 19   | 5      | 5     | 9         | 20           | 27           | 15   |

## Стадион
Стадион клуба был открыт 28 мая 1911 года. Он располагался в городе Буэнос-Айрес около Базилики Пресвятого Сердца Иисуса Христа. Сам стадион «пережил» своего владельца, после «Колумбиана» им с 1920 по 1926 год владел клуб «Атлетико дель Плата».